# 朱履中
朱履中（?—?），字玉堂，浙江海盐人，清朝政治人物。
寓居北京，嘉庆元年（1796年）贡生，嘉庆二年（1797年）刊刻《淡巴菰百咏》一书。嘉庆二十年（1815年），任福建和平县县令，改龙溪县县令。嘉庆二十二年因李賡芸自缢案与涂以辀流放東北黑龙江。曾主講於白山书院。曾创作了《龙江百五钞》。有《玉堂存钞》。